# 1991年斯普利特抗议
1991年斯普利特抗议是于1991年5月6日在克罗地亚斯普利特举行的反南斯拉夫人民军抗议活动。这场抗议由克罗地亚工人工会协会在布罗多斯普利特造船厂组织。抗议者游行时电台广播了声援呼吁，引来了城市内其他企业的工人和百姓。最终，共有10万人参与了这次抗议。
游行队伍在南斯拉夫人民军斯普利特总部巴诺维纳大楼进行了纠察。抗议者要求南斯拉夫人民军解除对基耶沃的封锁。大楼前发生了冲突，1名南斯拉夫士兵遭枪击身亡，据信枪声来自人群中。1个月后，4名抗议活动组织者被捕，并在军事法庭受审定罪。几个月后，他们在交换战俘中获释。抗议活动使得南斯拉夫将部署在斯普利特的部分装备转移至安全区，并加强了当地的战备状态。抗议发生的几天后，南斯拉夫通过谈判解除了对斯普利特的封锁。

## 背景
1990年，克罗地亚社会主义共和国政府在选举中落败，当地的民族关系日趋紧张。为了避免抵抗，南斯拉夫人民军没收了边防军的武器。8月17日，克罗地亚塞尔维亚人起兵叛乱。叛乱主要发生在达尔马提亚的克宁、利卡、科尔敦、巴诺维纳和斯拉沃尼亚等塞尔维亚人占多数的地区。1991年1月，塞尔维亚在获得黑山、伏伊伏丁那和科索沃省支持下，两次要求南斯拉夫社会主义联邦共和国主席团批准派谴南斯拉夫人民军解除克罗地亚军队，但都失败。3月，塞族叛军与克罗地亚特种警察发生一场不流血冲突。随后，南斯拉夫人民军在塞尔维亚及其盟友支持下要求主席团授予其战时特别权力并宣布进入紧急状态，但于3月15日被拒绝。塞尔维亚总统斯洛博丹·米洛舍维奇趁势接收兵权。米洛舍维奇主张扩大塞尔维亚，而非维护南斯拉夫统一。他还公开威胁将用塞尔维亚军队取代南斯拉夫人民军，并不再承认主席团的权威。南斯拉夫人民军此后逐渐放弃维护南斯拉夫统一，转而支持扩充塞尔维亚领土。到了月底，克罗地亚冲突升级，并首次出现人员伤亡。南斯拉夫人民军开始介入局势支持叛军，阻止克罗地亚警察行动。4月初，叛军领导人宣布打算将其控制区并入塞尔维亚。
1991年初，克罗地亚并未组建正规军。为了加强防御，克罗地亚将警察规模扩充一倍，人数约2万人。其中最精锐的部队是3000人的特种警察部队。克罗地亚对南斯拉夫人民军在塞族叛乱中所扮演的角色看法从1991年1月起开始转变。克罗地亚总统弗拉尼奥·图季曼最初计划争取欧洲经济共同体和美国的支持，所以没有批准夺取南斯拉夫人民军在克罗地亚境内的兵营和军火库计划。图季曼还认为克罗地亚如果和南斯拉夫开战将以失败告终。

## 抗议
斯普利特百姓与南斯拉夫人民军发生冲突的导火索是南斯拉夫人民军于4月29日封锁基耶沃。克罗地亚当局前不久刚在当地设立新的警察局。该地被拉特科·姆拉迪奇上校率领的南斯拉夫人民军和塞族叛军所包围，并被切断了交通运输线。图季曼呼吁民众突破重围，结束围困的局面。
1991年5月6日，斯普利特爆发了一场大规模抗议活动。这场抗议由克罗地亚工人工会协会在布罗多斯普利特造船厂组织，以响应总统号召。抗议活动起初只有10000人参加，但最后吸引了100000人参加。他们从造船厂和其他工厂出发，手持克罗地亚国旗在城市中游行。随着广播呼吁，越来越多民众涌上街头。为了防止南斯拉夫海军使用配备水炮的舰艇干涉，Jadrolinija的船只被用来堵住斯普利特港。抗议者在巴诺维纳大楼外进行了纠察，这座大楼是南斯拉夫海军的指挥中心。抗议者还要求解除对基耶沃的封锁、撤走巴诺维纳大楼外的装甲输送车和在大楼上悬挂克罗地亚国旗。
抗议期间，人群袭击了一辆装甲输送车，并拆除了车上的机枪。一位名叫伊维察·巴利奇（Ivica Balić）的抗议者高唱克罗地亚国歌，将克罗地亚国旗升上了大楼。随后，大楼外发生了一阵冲突，1名来自马其顿的南斯拉夫士兵萨什科·格绍夫斯基（Saško Gešovski）被人群中的子弹射中身亡。下午，人群在取下南斯拉夫国旗后便各自散去。

## 结果
除了格绍夫斯基外，无人在抗议中死亡，但有几名南斯拉夫士兵受伤。格绍夫斯基之死导致马其顿首都斯科普里发生示威活动。抗议者指责图季曼应对这件谋杀案负责。然而，克罗地亚政府拒绝为格绍夫斯基之死表达遗憾。塞尔维亚媒体将格绍夫斯基之死视为图季曼政府回到了克罗地亚二战期间的法西斯组织乌斯塔沙统治时期。
斯普利特市长奥内辛·茨维坦（Onesin Cvitan）声称格绍夫斯基是遭巴诺维纳大楼内的人员枪击而亡。克罗地亚国家检察官办公室驳斥了此说法，表示格绍夫斯基是遭大楼外某名抗议者枪杀而亡，并对此开展调查，但因证据不足而撤销。柳比沙·贝亚拉领导的南斯拉夫人民军驻斯普利特安全部门认定马托·萨布利奇（Mato Sabljić）、伊万·本戈尼亚（Ivan Begonja）、罗兰·兹沃纳里奇（Roland Zvonarić）和布兰科·格拉瓦诺维奇（Branko Glavinović）4人为枪杀事件抗议活动组织者，并在6月5日逮捕他们。8月19日，他们在萨拉热窝军事法庭受审，并被判处1年半至8年不等的监禁。他们被关押在福查，直到11月25日才因交换战俘获释。斯普利特每年都会纪念这场抗议，并在2011年出版了相关专著。
抗议爆发后，南斯拉夫人民军加强在斯普利特和达尔马提亚的战备状态，并将部分火炮和人员调至远离海岸的地区。南斯拉夫人民军军事海事区还下令储存饮用水和准备发电机，以防止电力中断。根据兵营之战达成的协议，南斯拉夫人民军于1992年1月4日从斯普利特撤离。
抗议结束数天后，南斯拉夫通过谈判解除了对基耶沃长达2周的封锁。然而没过多久，姆拉迪奇再次率兵袭击基耶沃，并摧毁大部分区域。战火复燃的原因是克罗地亚军队拒绝向塞族领导人米兰·马尔蒂奇投降。这是南斯拉夫人民军首次在克罗地亚独立战争中公开支持塞族叛军。

## 注脚
1. ↑  Hoare 2010，第117頁.
2. ↑  Hoare 2010，第118頁.
3. ↑  纽约时报 & 1990年8月19日.
4. ↑  ICTY & 12 June 2007.
5. ↑  Hoare 2010，第118–119頁.
6. ↑  Ramet 2006，第384–385頁.
7. 1 2  Hoare 2010，第119頁.
8. ↑  纽约时报 & 1991年3月3日.
9. ↑  纽约时报 & 1991年4月2日.
10. ↑  CIA 2002，第86頁.
11. ↑  CIA 2002，第91頁.
12. 1 2 3  Woodward 1995，第142頁.
13. ↑  O'Shea 2005，第214頁.
14. ↑  Gow 2003，第154頁.
15. 1 2 3 4 5  Slobodna Dalmacija & 2001年5月6日.
16. 1 2 3  晚报 & 2010年5月6日.
17. 1 2 3 4  Brigović 2011，第418頁.
18. ↑  Brigović 2011，第417–418頁.
19. ↑  Brigović 2011，第416頁.
20. 1 2 3  Slobodna Dalmacija & 2011年3月26日.
21. ↑  Woodward 1995，第453頁.
22. ↑  Sikavica 2000，第139頁.
23. ↑  Slobodna Dalmacija & 2010年6月12日.
24. ↑  Brigović 2011，第447頁.
25. ↑  Gow 2003，第154–155頁.

### 书籍
- Central Intelligence Agency, Office of Russian and European Analysis. . Washington, D.C.: Central Intelligence Agency. 2002. ISBN 9780160664724. OCLC 50396958.
- Gow, James. . London, England: C. Hurst & Co. 2003. ISBN 978-1-85065-646-3.
- Hoare, Marko Attila. . Ramet, Sabrina P.  (编). . Cambridge, England: Cambridge University Press. 2010: 111–136. ISBN 978-1-139-48750-4.
- O'Shea, Brendan. . London, England: Routledge. 2005. ISBN 978-0-415-35705-0.
- Ramet, Sabrina P. . Bloomington, Indiana: Indiana University Press. 2006. ISBN 978-0-253-34656-8.
- Sikavica, Stipe. . Udovicki, Jasminka; Ridgeway, James  (编). . Durham, North Carolina: Duke University Press. 2000: 154–174. ISBN 9780822325901.
- Woodward, Susan L. . Washington, D.C.: 布鲁金斯学会. 1995. ISBN 978-0-8157-9513-1.

### 科学期刊
- Brigović, Ivan. . Journal of Contemporary History (Croatian Institute of History). 2011年10月, 43 (2): 415–452. ISSN 0590-9597 （克罗地亚语）.

### 新闻报道
- Engelberg, Stephen. . 纽约时报. 1991-03-03. （原始内容存档于2013-10-02）.
- Krnić, Denis.  [Beara took part in an attack on Split]. Slobodna Dalmacija. 2010-06-12. （原始内容存档于2013-12-01） （克罗地亚语）.
- Krnić, Denis.  [Day when Split rose against the JNA]. Slobodna Dalmacija. 2011-03-26. （原始内容存档于2012-03-18） （克罗地亚语）.
- Šetka, Snježana.  [Day when Split rose up]. Slobodna Dalmacija. 2001-05-06. （原始内容存档于2013-12-01） （克罗地亚语）.
- Sudetic, Chuck. . 纽约时报. 1991-04-02. （原始内容存档于2013-10-02）.
- . 纽约时报. 路透社. 1990-08-19. （原始内容存档于2013-09-21）.
- Velić, Mario.  [Remembrance of Banovina]. 晚报. 2010-05-06. （原始内容存档于2013-12-01） （克罗地亚语）.

### 其他
- (PDF). 前南斯拉夫问题国际刑事法庭. 2007-06-12.